# Yomihon
Yomihon (読本 yomi-hon?,  "lectura-libros") es un tipo de literatura japonés del periodo Edo (1603-1867), subgénero del gesaku, que estaba influenciado por las novelas vernáculas chinas. A diferencia de otros libros japoneses de este periodo, contaba con pocas ilustraciones y el énfasis estaba en el texto. Descrito comúnmente como “moralista”, los libros además contaban con elementos narrativos tomados de los chinos y de la literatura histórica japonesa. Entre los personajes comúnmente se incluían brujas y princesas mágicas. Estas obras eran altamente intelectuales e inaccesible para la mayoría de los lectores.
Tsuga Teisho, Takebe Ayatari, and Okajima Kanzan fueron claves en el desarrollo del yomihon. Otro pionero del este género fue Ueda Akinari, el cual inició la tradición moderna de la ficción extraña en Japón en sus obras Cuentos de Luz de Luna y Lluvia (雨月物語 Ugetsu monogatari?) (1776) y Cuentos de Lluvia de Primavera (春雨物語 Harusame monogatari?) (1809). Kyokutei Bakin escribió acerca del extremadamente popular histórico/fantástico romance “Nansō Satomi Hakkenden”, así como de otros yomihon. Santō Kyōden escribió yomihon para público principalmente gay hasta que los edictos de Kansei prohibieron tales obras.